# Arranha-céu Ginsburg
O Arranha-céu Ginzburg ou Casa Ginzburg foi um arranha-céu destruído no século XX em Kiev. Entrou para a história como "o primeiro arranha-céu da Ucrânia". Foi concluído em 1912 e destruído em 1941.
O edifício foi construído entre 1910-1912. Eram 94 apartamentos, sendo que o maior deles tinha 11 quartos. Havia cerca de 500 quartos no total.
Em abril de 1918, a missão militar francesa da República Popular da Ucrânia, composta por 6 oficiais, estava instalada neste edifício.
Foi explodido pelas forças soviéticas em retirada em 1941 (após a invasão alemã da União Soviética).
O prédio foi explodido pelas tropas do NKVD da URSS a 24 de setembro de 1941 e totalmente destruído no início dos anos 1950, quando foi realizado o desmantelamento final da fundação do prédio.

## Galeria

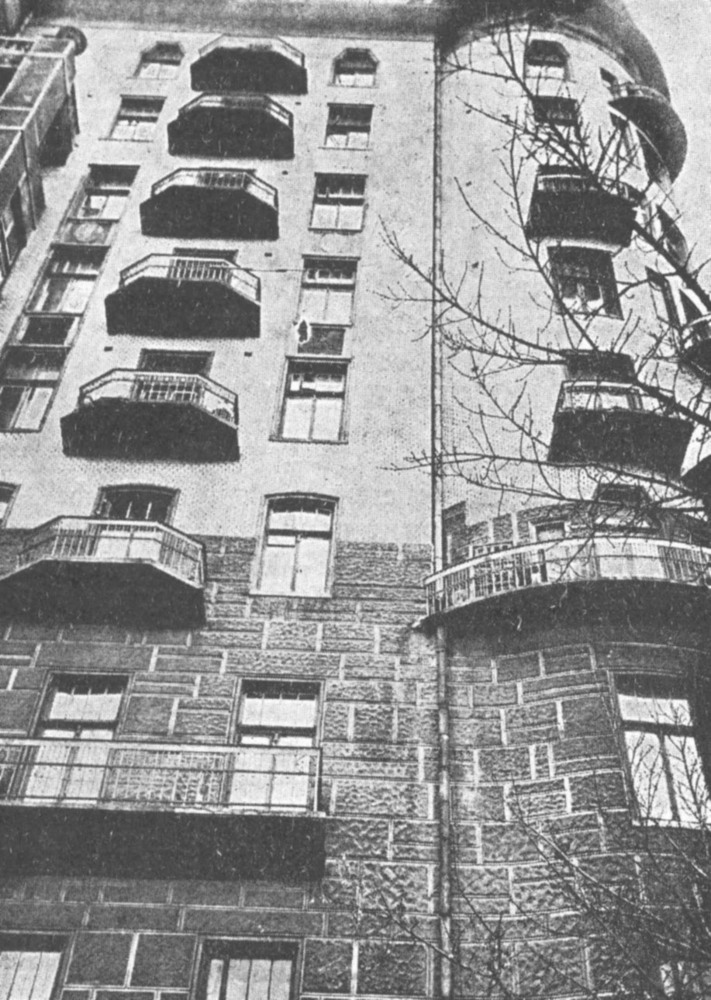
Um dos lados do edifício
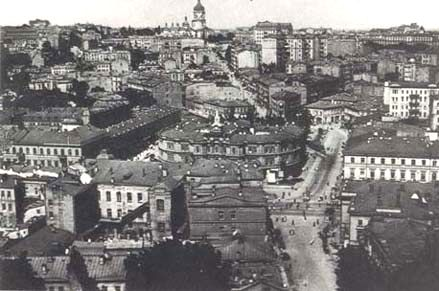
Vista de uma das janelas
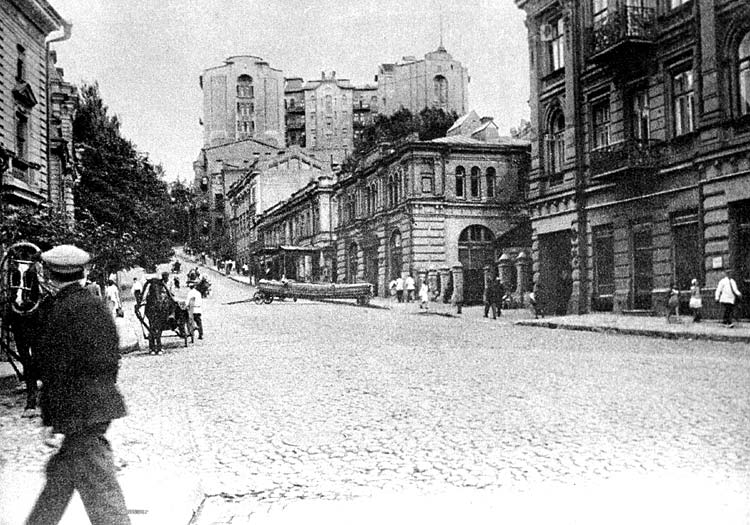
Vista da rua em 1913
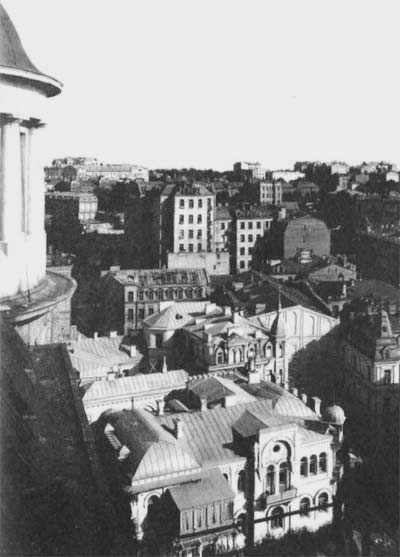
Vista do 12.º andar do arranha-céu em 1914
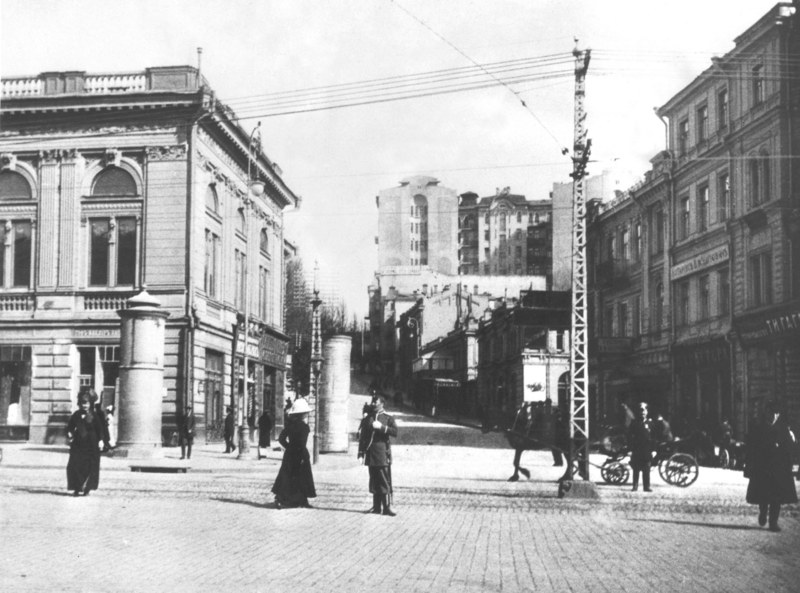
Fotografia da década de 1910
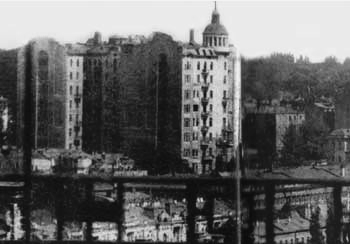
Vista à distância
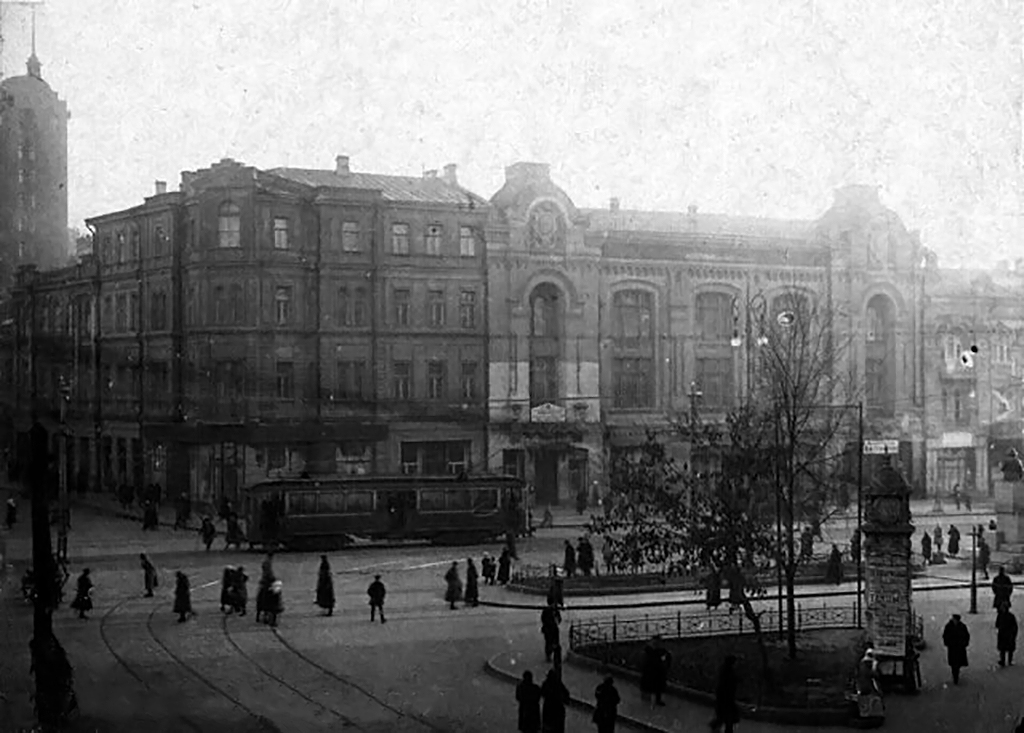
Vista da Praça Soviética em 1925
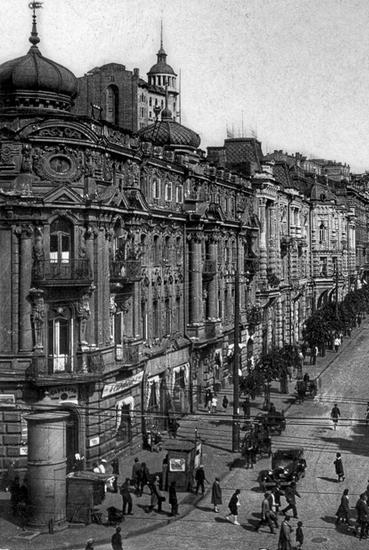
A casa de Ginsburg pode ser vista acima, década de 1920
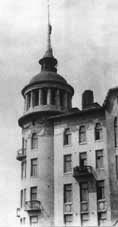
A torre da casa, em 1932
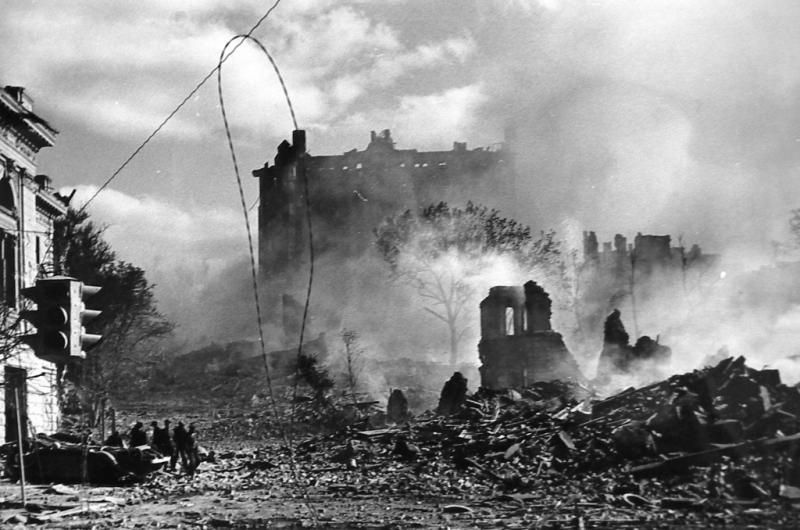
Restos do edifício, 1941
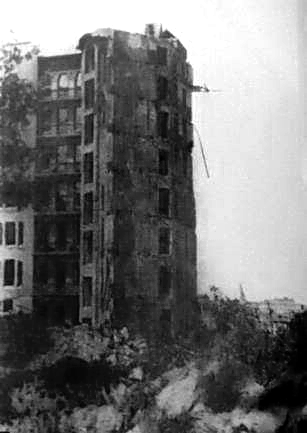
Edifício em ruínas
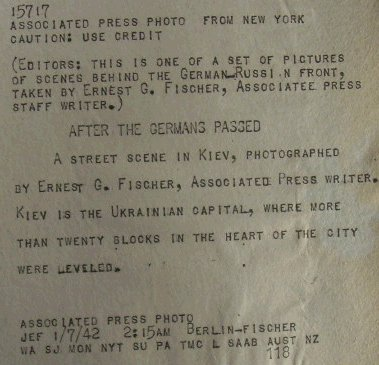
Foto-descrição do prédio explodido
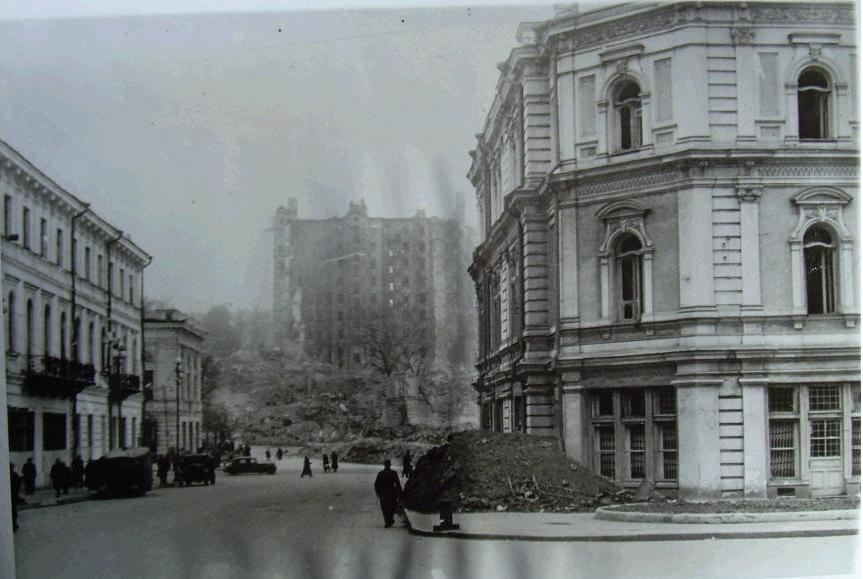
Fotografia de 1 de julho de 1942
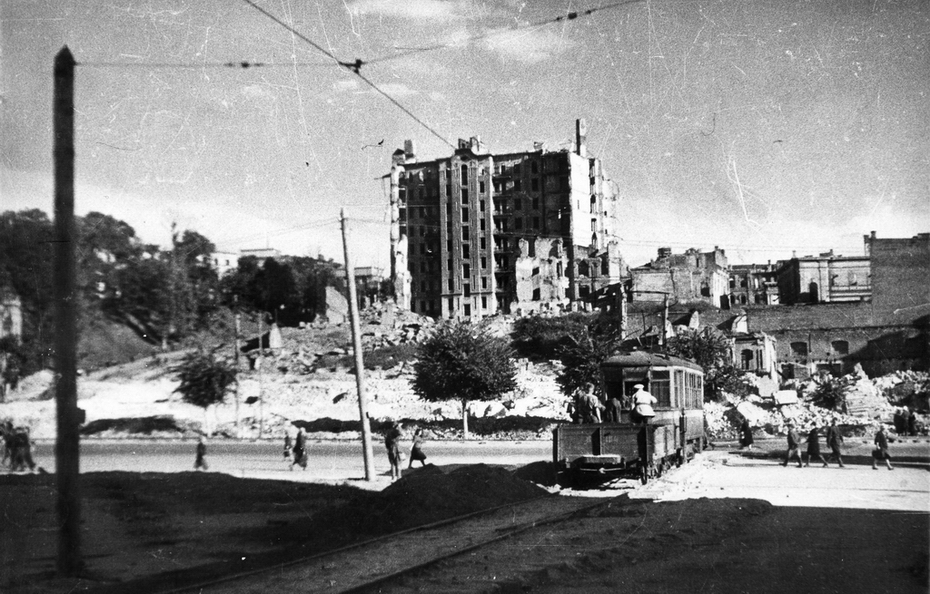
Fotografia de 1944
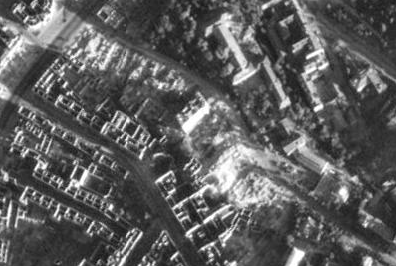
Vista aérea do prédio explodido